# Thomas Orde-Lees

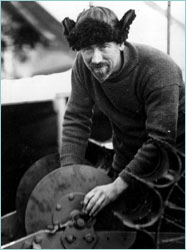
Thomas Orde-Lees

Thomas Hans Orde-Lees (* 23. Mai 1877 in Aachen; † 1. Dezember 1958 in Wellington) war ein Mitglied von Sir Ernest Shackletons Endurance-Expedition in den Jahren von 1914 bis 1917, ein Pionier im Bereich des Fallschirmspringens und eine der ersten Personen ohne japanische Abstammung, die den Fuji während des Winters bestiegen.

## Frühes Leben
Thomas Hans Orde-Lees wurde offiziell am 23. Mai 1877 während eines Urlaubes seiner Eltern in Aachen im damaligen Preußen geboren. Tatsächlich war er aber ein illegitimes Kind von Thomas Orde Hastings Lees, dem Chief Constable von Northampton und ehemaligem Barrister und Ada Mary Pattenden (1852–1932), der Tochter von Reverend Canon George Edwin Pattenden, dem Direktor der Boston Grammar School. Ada wurde für die Geburt zum Haus von Thomas’ Bruder in Aachen geschickt. Die Familie Lees war sehr wohlhabend und lebte im Haus des Chief Constables von Northampton mit einer beträchtlichen Anzahl an Dienstboten.
Die Frau von Thomas Senior, Grace Lees (geborene Bateman) willigte ein den jungen Thomas als ihr eigenes Kind aufzuziehen. Sie wurde auch zur Patin von Adas Neffen Frederick Geoffrey Lees Johnson (1880–1951) bestimmt, was einen Vorwand für regelmäßige Treffen zwischen Ada und Thomas Senior bot. Ada heiratete schließlich 1890 den Solicitor Arthur John Coleridge Mackarness. Nach dem Tod von Thomas Senior 1924 zog Grace zu Arthur und Ada Mackerness nach Petersfield. Thomas Junior blieb in Kontakt zu seiner biologischen Mutter bis zu deren Tod 1932.
Ausgebildet wurde Orde-Lees am Marlborough College, der Royal Navy Academy in Gosport (deren Direktor Adas Schwager, Frederick George Johnson war) und der Royal Military Academy Sandhurst. Danach trat er den Royal Marines bei, wo er bis zum Rang eines Lieutenant Colonel aufstieg. Um 1900 wurde er nach China versetzt, wo er während des Boxeraufstands im Einsatz war.

## Endurance-Expedition
Um 1910 bewarb sich Orde-Lees um einen Platz in Robert Falcon Scotts Terra Nova Expedition, wurde aber abgelehnt. Als Shackleton seine Endurance-Expedition plante entschied er, einen Repräsentanten der Royal Navy beizuziehen, um an politische und militärische Unterstützung für die Expedition zu gelangen. Orde-Lees erfüllte als Skifahrer und Motorenexperte genau die Anforderungen; er wurde, nachdem Shackleton bei Winston Churchill um Erlaubnis angesucht hatte, vom militärischen Dienst freigestellt und bekam die Erlaubnis, sich der Expedition als Lagerverwalter anzuschließen.
An Bord des Schiffes stellte er sich beim Rest der Besatzung als sehr unbeliebt heraus – er hatte eine unwirsche, herablassende Art und war unverhohlen faul. Trotzdem war er ein effizienter Lagerverwalter. Als leidenschaftlicher Anhänger von körperlicher Fitness nahm er sogar sein Fahrrad mit auf die Reise; als das Schiff im Eis eingeschlossen war, unternahm er regelmäßige Ausfahrten auf dem Eis. Shackleton befahl ihm, das Schiff nicht ohne Begleitung zu verlassen, nachdem er einmal auf der Suche nach Nahrung verloren gegangen und von einem verärgerten Seeleoparden angegriffen worden war. Seine Schreie veranlassten Frank Wild (den Zweiten in der Befehlskette) dazu, sein Zelt zu verlassen und den Seeleoparden zu erschießen. Der Seeleopard hatte noch Kraft bis auf zehn Meter an Wild heranzukommen, bis dieser es schaffte, ihn durch weitere Schüsse aufzuhalten.
Als die Endurance vom Packeis zerdrückt wurde, nahm Shackleton die drei vorhandenen Rettungsboote und führte die Mannschaft über das Eis zum offenen Wasser, wo sie die Boote dazu verwendeten, zur Elephant Island zu gelangen. Orde-Lees wurde der Dudley Docker unter dem Kommando von Frank Worsley zugewiesen, versäumte es aber, mit dem Rest der Männer anzupacken, als ein Sturm drohte das kleine Boot zu versenken. Ungeachtet der Befehle Worsleys legte er sich in seinen Schlafsack statt den anderen beim Rudern zu helfen. Allerdings übernahm er sofort die anstrengende und langwierige Pflicht, Wasser zu schöpfen, als es so aussah, als würde das Boot sinken.
Sobald die Boote auf Elephant Island gelandet waren, brachen Shackleton und fünf der Männer in der James Caird nach Südgeorgien auf, um Hilfe zu holen. Die übrigen Männer, inklusive Orde-Lees, waren gezwungen, monatelang in den zwei verbleibenden Booten zu leben, die sie umdrehten, mit Steinen verstärkten und mit Tranlampen erleuchteten. Am 30. August 1916 wurden sie schließlich gerettet. Für seine Teilnahme an der Expedition wurde Orde-Lees mit der silbernen Polar Medal ausgezeichnet. In der zweiteiligen britischen Miniserie Shackleton aus dem Jahr 2002 mit Kenneth Branagh in der Titelrolle, in der die Endurance-Expedition behandelt wird, wird Orde-Lees durch Nicholas Rowe verkörpert.

## Orde-Lees als Fallschirmspringer
Orde-Lees kehrte während des Ersten Weltkrieges nach England zurück. Nachdem er an der Westfront im Balloon Corps gedient hatte, sicherte er sich mit der Unterstützung Shackletons einen Platz im Royal Flying Corps, wo er sich zu einem begeisterten Fürsprecher des Fallschirmspringens entwickelte. Er sprang sogar von der Tower Bridge, um dessen Effektivität zu beweisen, wodurch schließlich unter seinem Kommando die Fallschirmdivision gebildet wurde. Nach dem Krieg schied er aus dem Offiziersdienst aus und zog nach Japan, um in der japanischen Luftwaffe Fallschirmsprungtechniken zu lehren.

## Fuji
In Japan ist Orde-Lees hauptsächlich wegen seiner Winterbesteigungen des Fuji bekannt. Nach einem missglückten Versuch im Januar 1922 erreichten er und sein Klettergefährte H. S. Crisp den Gipfel des ikonenhaften Stratovulkans am 12. Februar 1922.
Nach Beendigung seiner Dienste als Fallschirmtrainer blieb Orde-Lees weiterhin in Tokio leben. Er arbeitete zeitweise als Korrespondent für die Times, was zu einer Anstellung bei der britischen Botschaft führte. Nach dem Tod seiner Frau heiratete er die Japanerin Hisako Hoya. Er verwendete beinahe zwanzig Jahre darauf, Englisch zu unterrichten und die englischen Nachrichten im japanischen Radio zu sprechen.

## Neuseeland
Als Japan 1942 in den Zweiten Weltkrieg eintrat, wurde es Orde-Lees als Ausländer und Angehöriger einer feindlichen Macht gestattet, mit seiner Familie Japan zu verlassen. Daraufhin zogen sie nach Wellington in Neuseeland. Dort übernahm er eine Hilfsarbeit an der New Zealand Correspondence School, obgleich er Gerüchten zufolge als Spion für die britische Regierung arbeitete.
Nach Ende des Krieges befasste er sich damit, eine regelmäßige Reisekolumne im Southern Cross Newspaper zu verfassen, und half, die Commonwealth Trans-Antarctic Expedition zu organisieren.
Er starb am 1. Dezember 1958, nachdem er mit Demenz in eine Nervenklinik eingewiesen worden war. Beerdigt wurde er auf dem Karori Friedhof in Wellington, nahe bei Harry McNish, einem anderen Teilnehmer der Endurance-Expedition.